# 北海道地方の映画館一覧
北海道地方の映画館一覧（ほっかいどうちほうのえいがかんいちらん）は、北海道にある映画館を市町村別にまとめたものである。
なお、ミニシアターには【ミ】のマークを付す。

## 札幌市
- 札幌シネマフロンティア
- ユナイテッド・シネマ札幌
- TOHOシネマズすすきの
- サツゲキ
- シアターキノ【ミ】

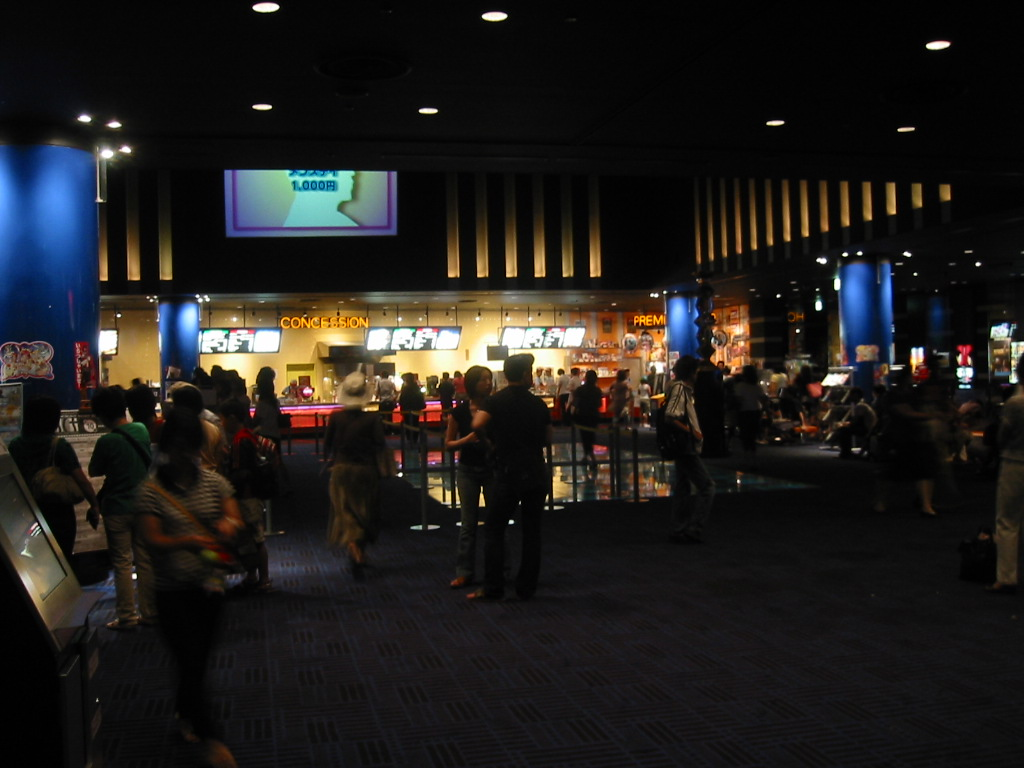
札幌シネマフロンティア （2007年8月）
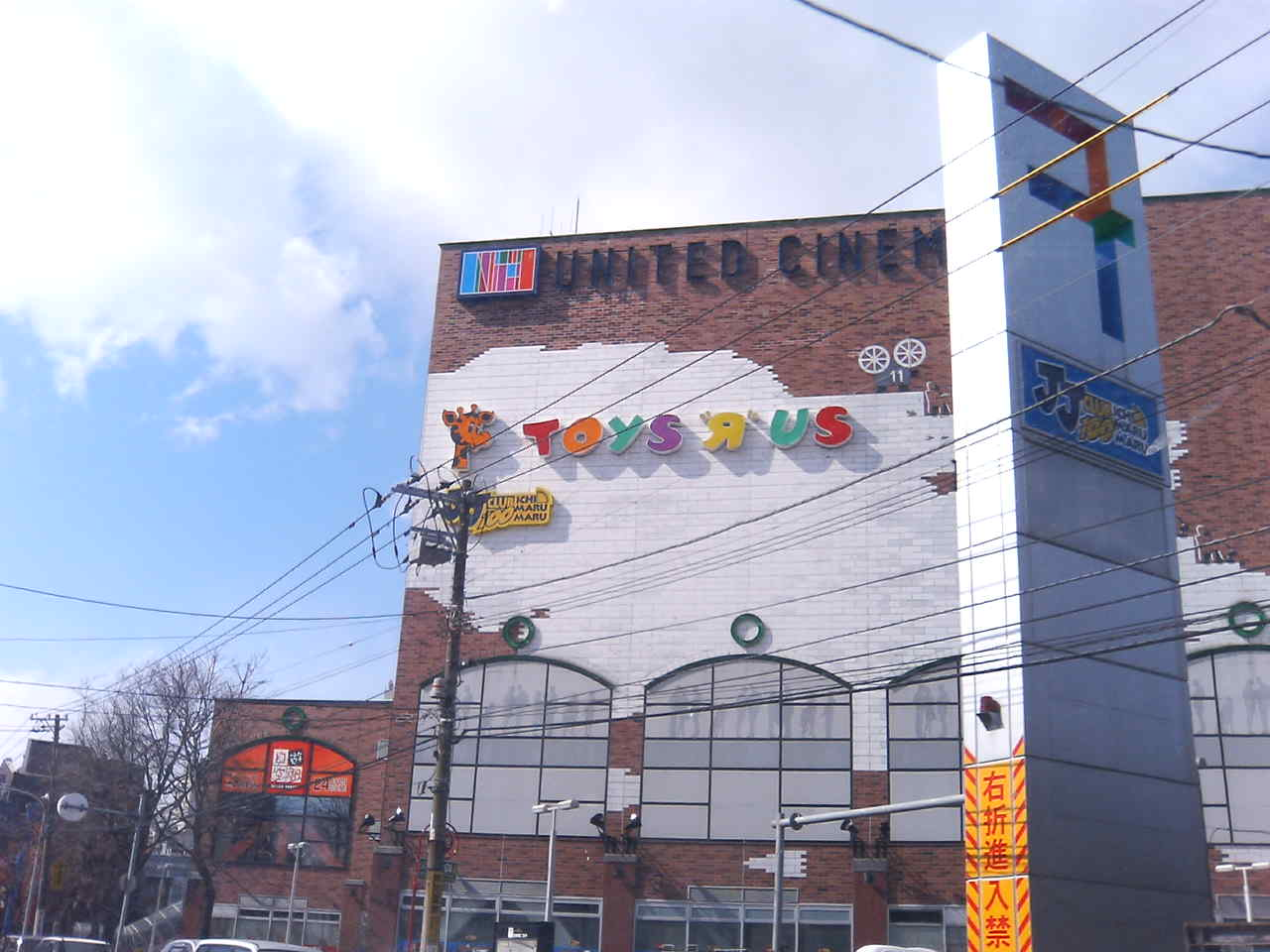
ユナイテッドシネマ・札幌 （2006年3月）
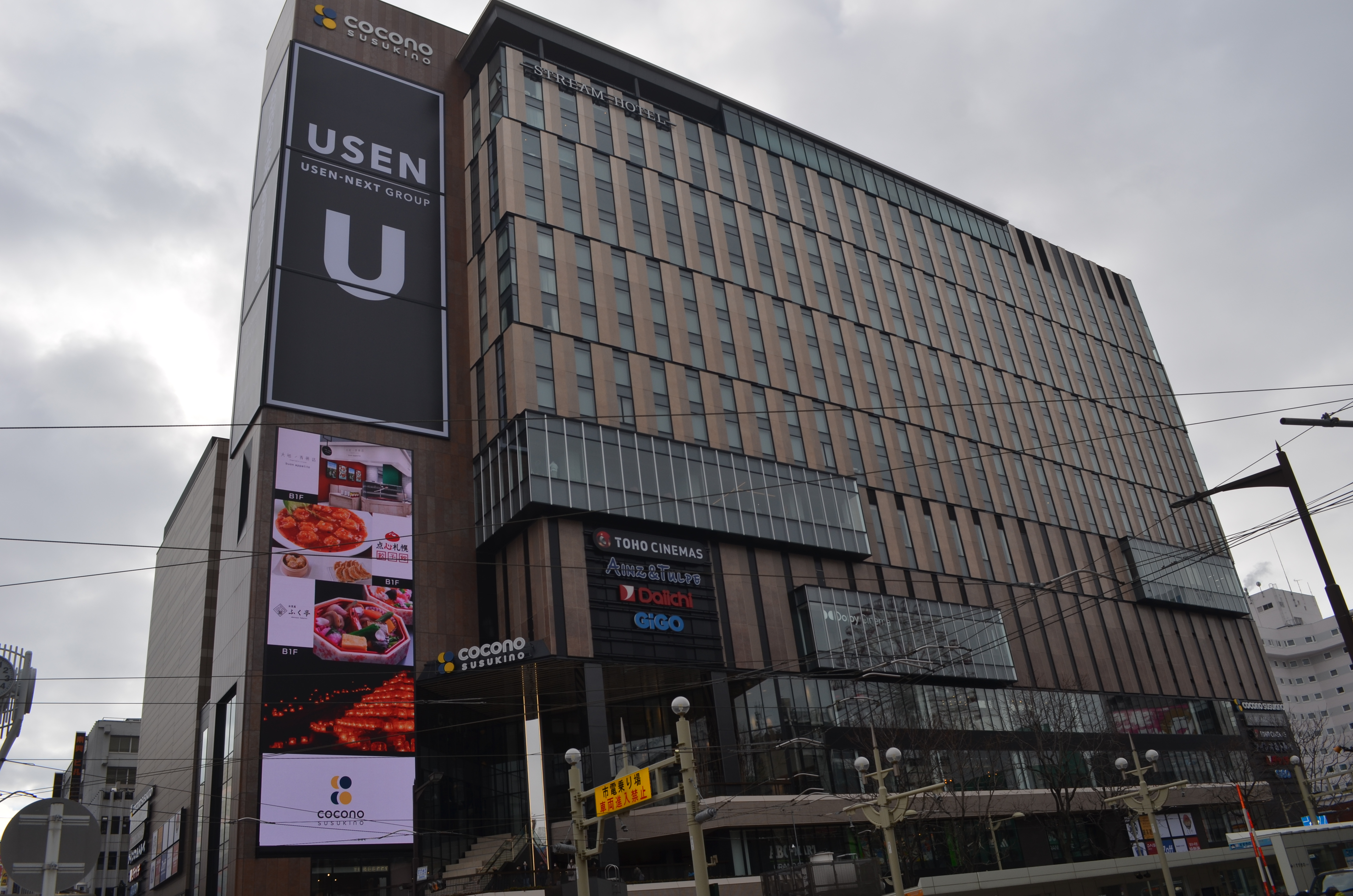
TOHOシネマズすすきの （2023年12月）
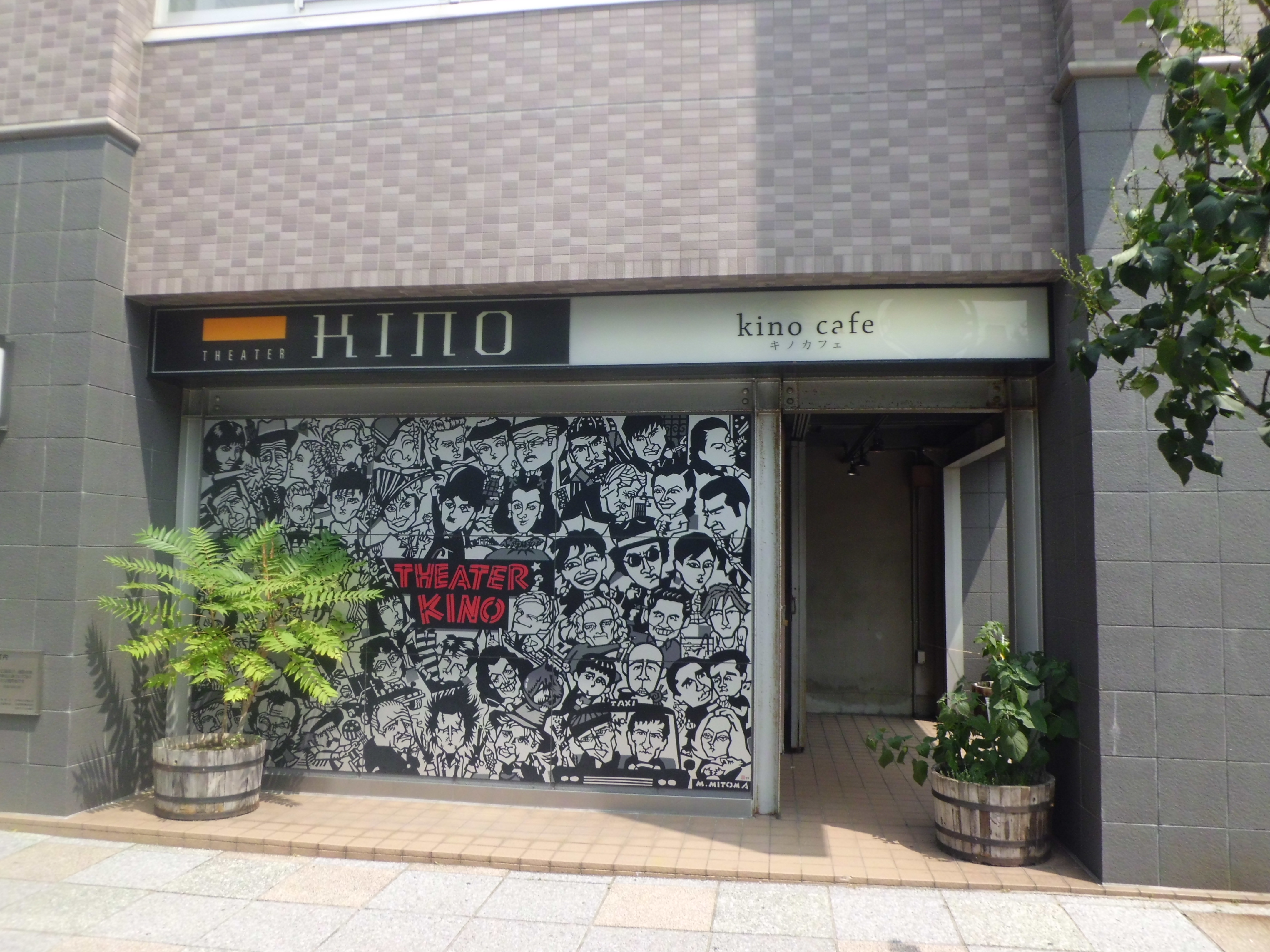
シアターキノ （2014年8月）

## 旭川市
- イオンシネマ旭川駅前
- シネプレックス旭川

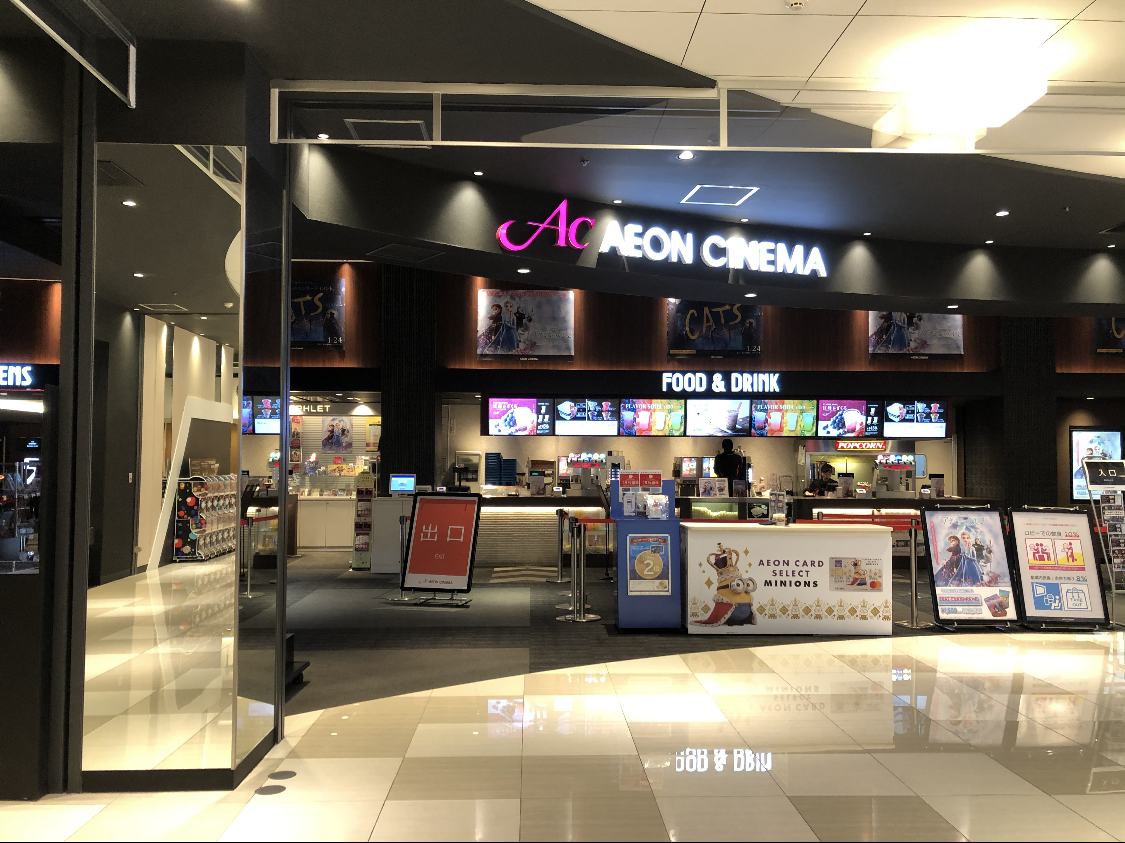
イオンシネマ旭川駅前 （2020年1月）
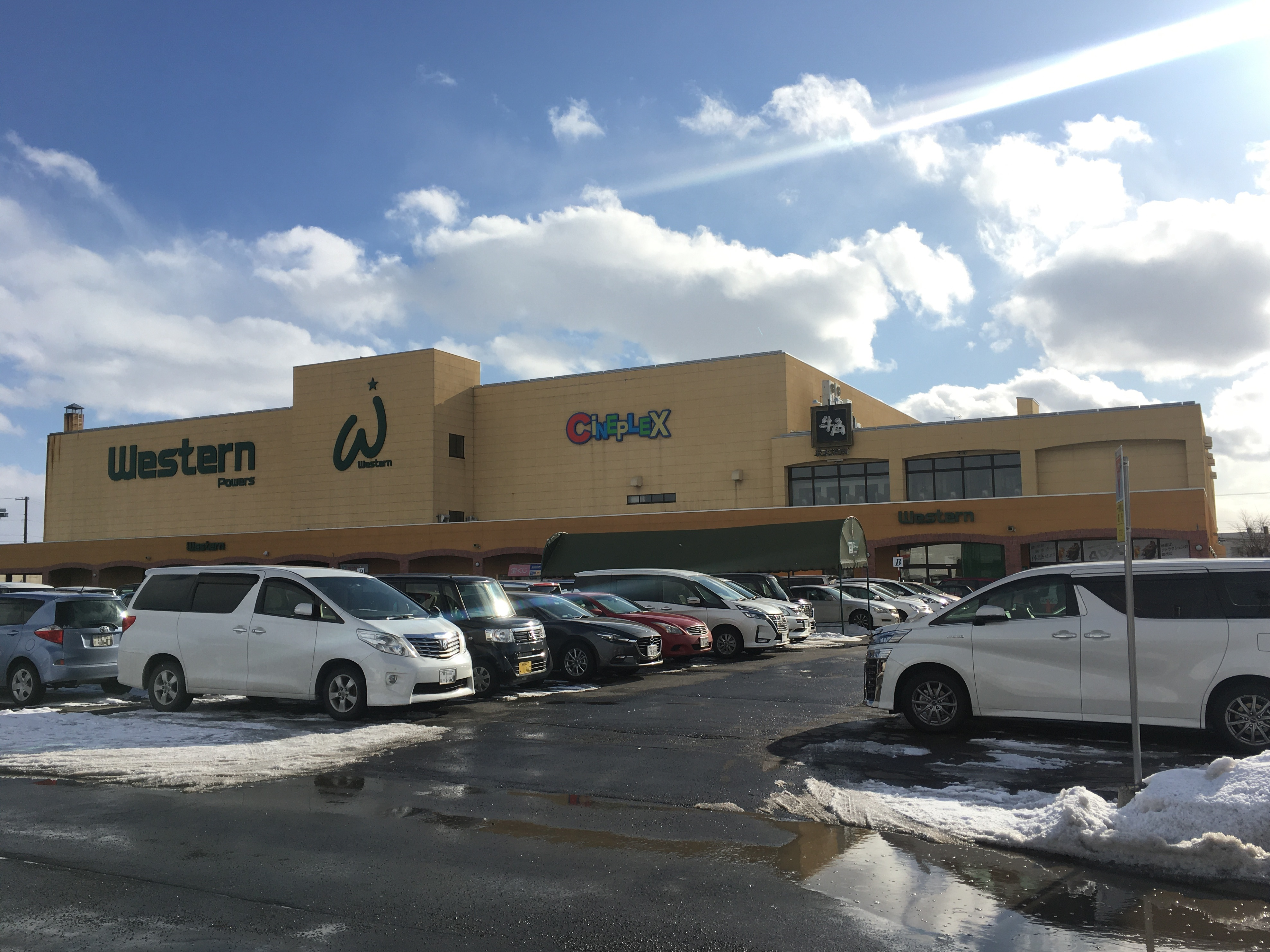
シネプレックス旭川 （2020年2月）

## 函館市
- シネマ太陽函館
- シネマアイリス【ミ】

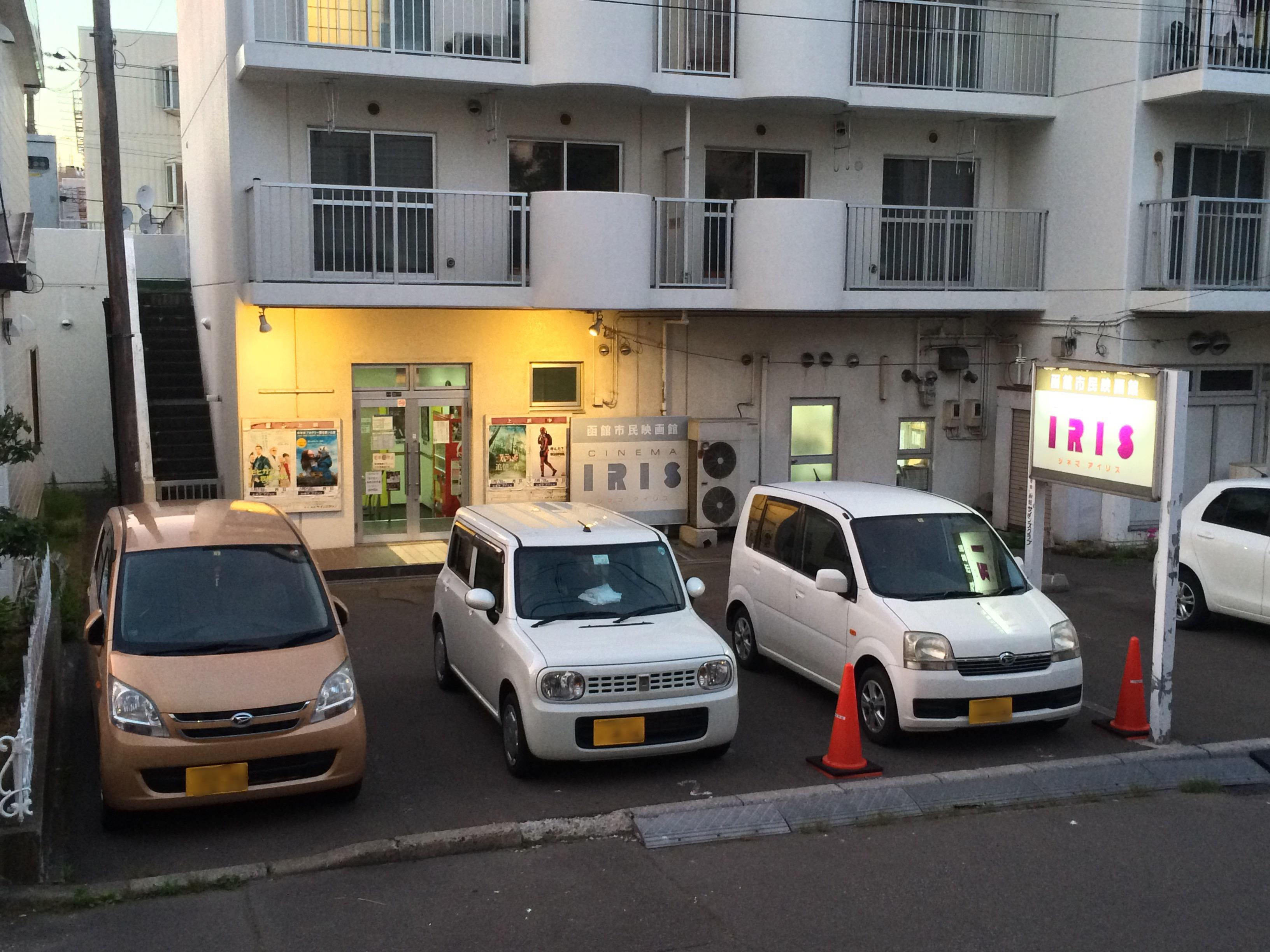
シネマアイリス （2016年6月）

## 帯広市
- シネマ太陽帯広

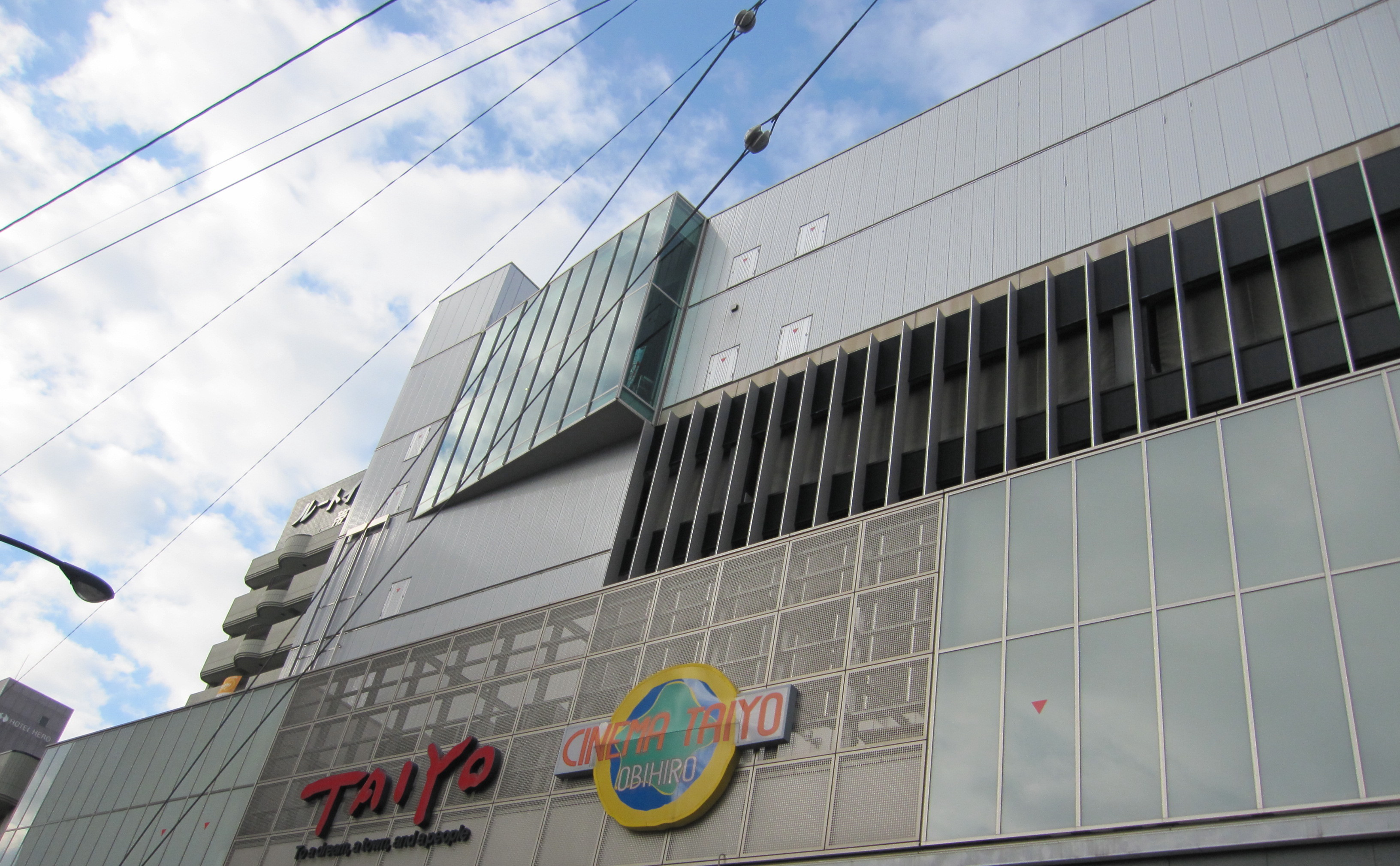
シネマ太陽帯広 （2010年11月）

## 釧路町
- イオンシネマ釧路

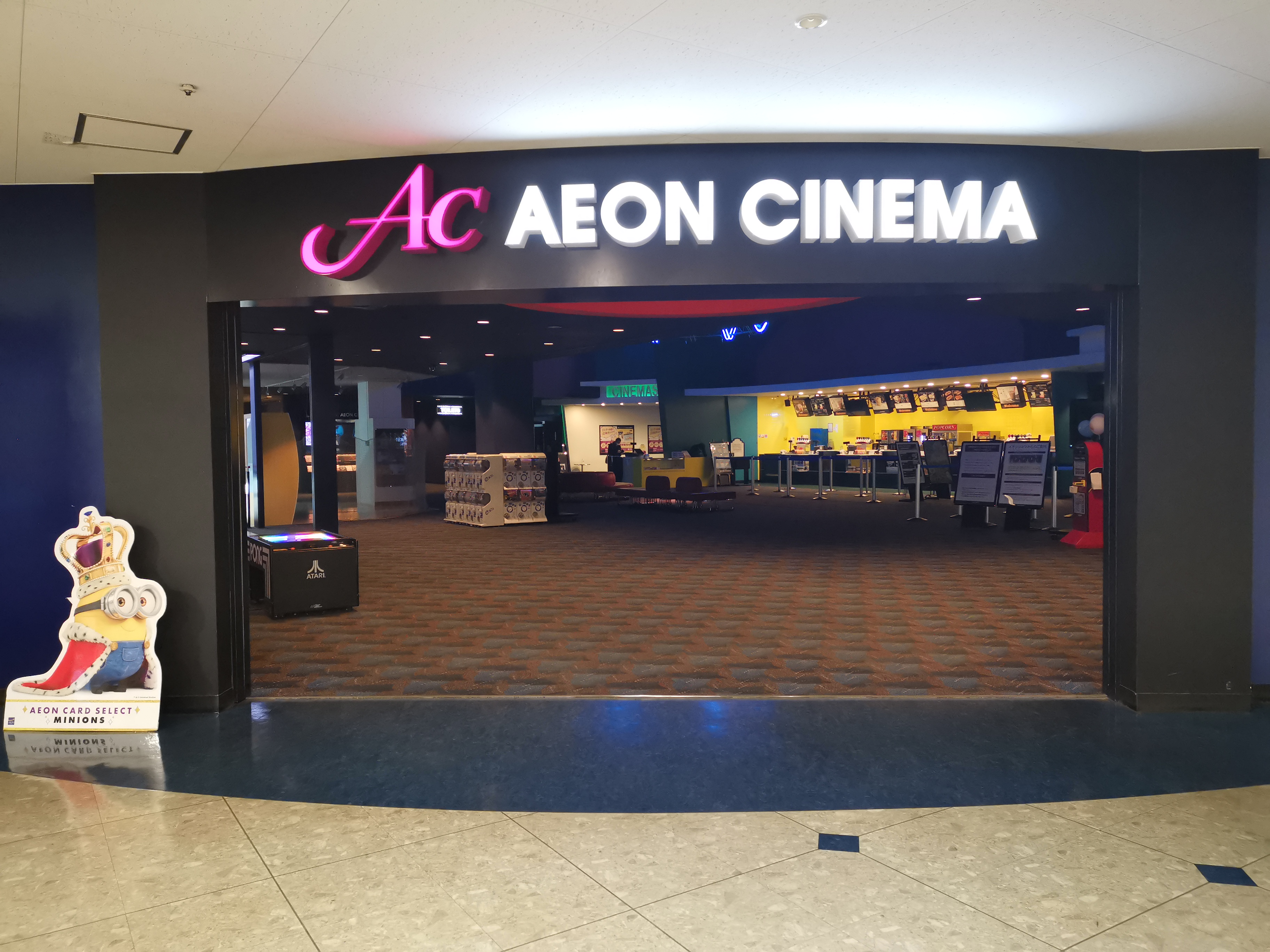
イオンシネマ釧路 （2020年3月）

## 苫小牧市
- ディノスシネマズ苫小牧
- シネマ・トーラス 【ミ】

## 室蘭市
- ディノスシネマズ室蘭

## 北見市
- イオンシネマ北見

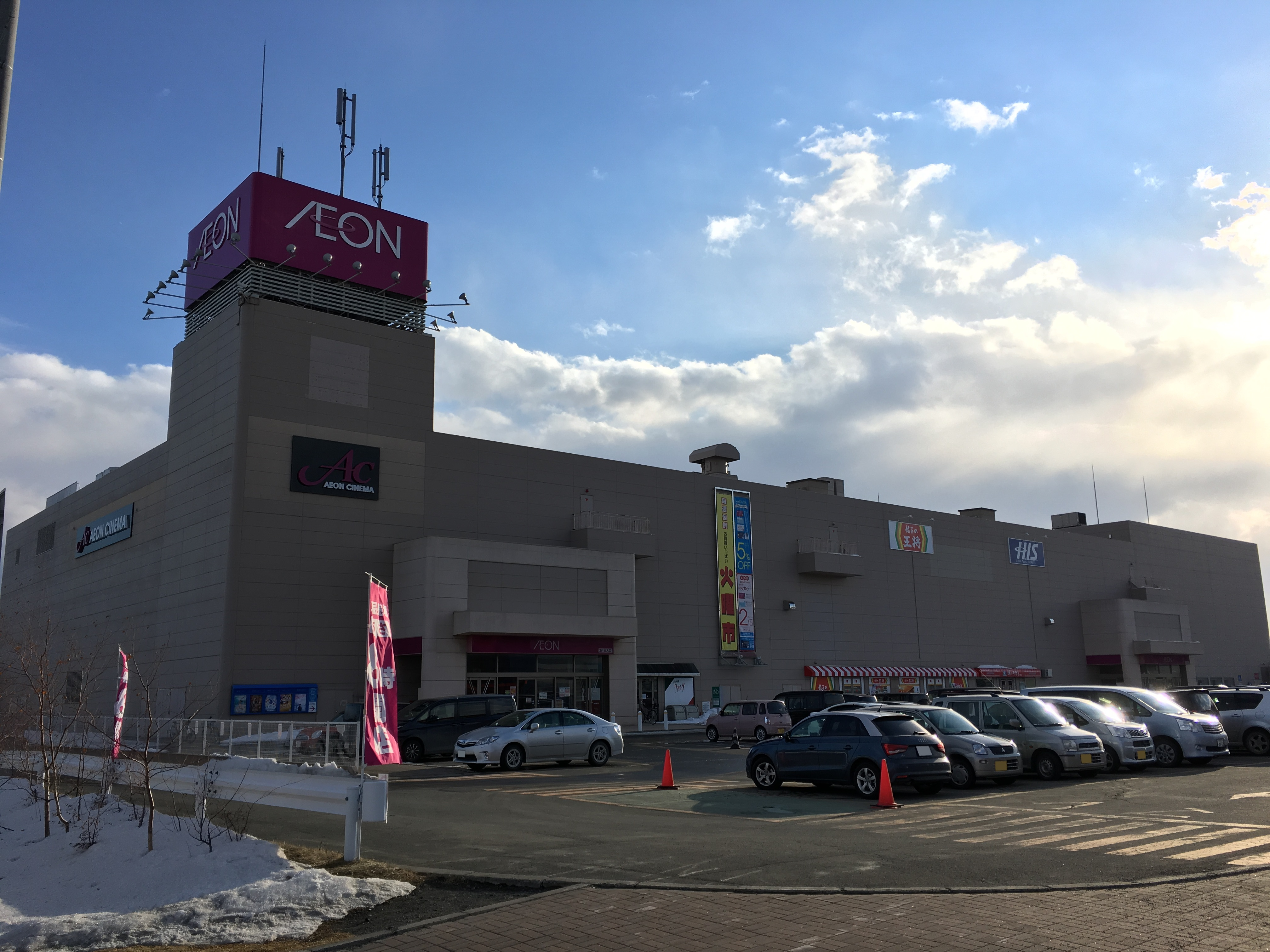
イオンシネマ北見 （2017年3月）

## 江別市
- イオンシネマ江別

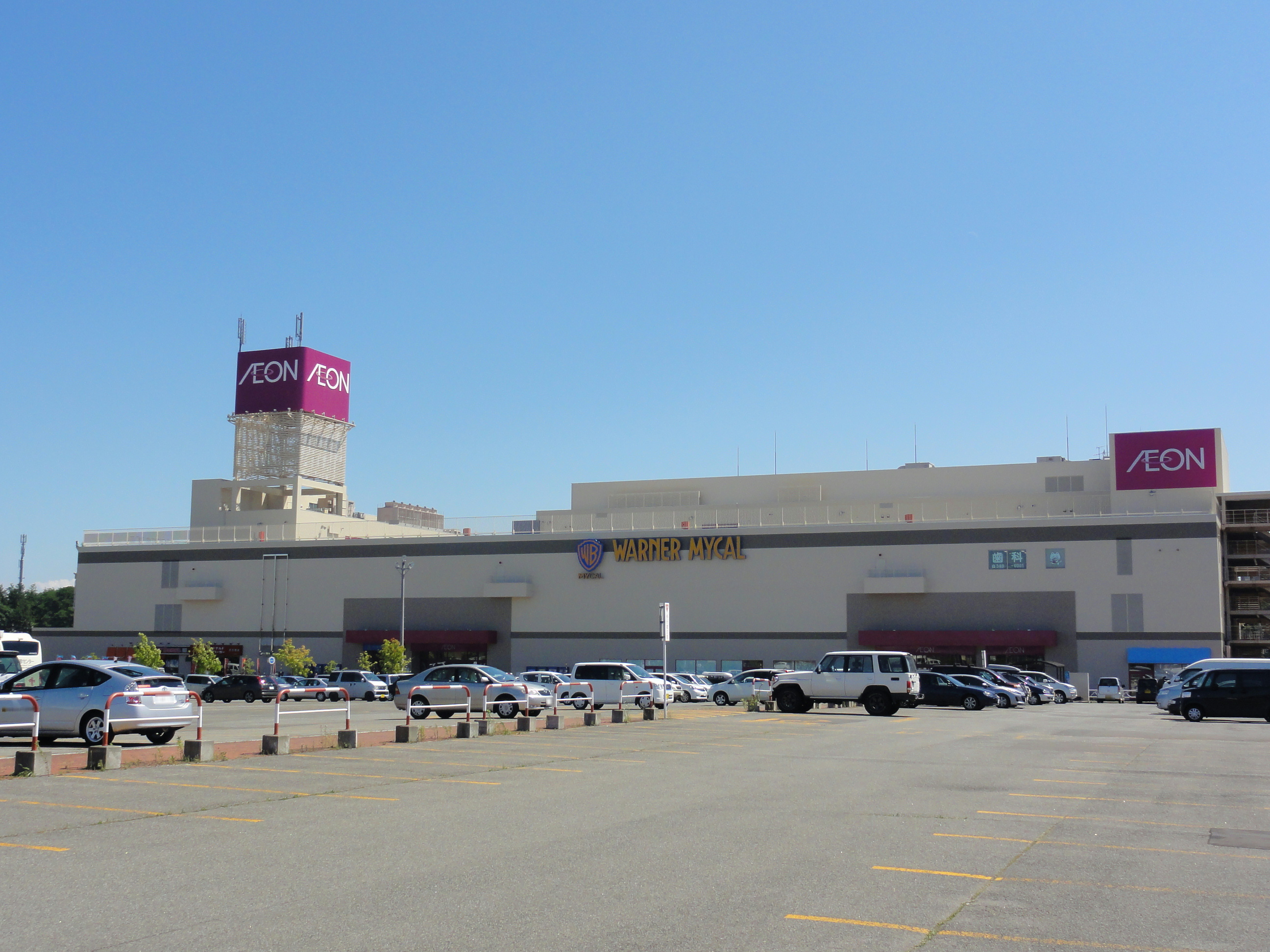
イオンシネマ江別 （2012年8月）

## 小樽市
- イオンシネマ小樽

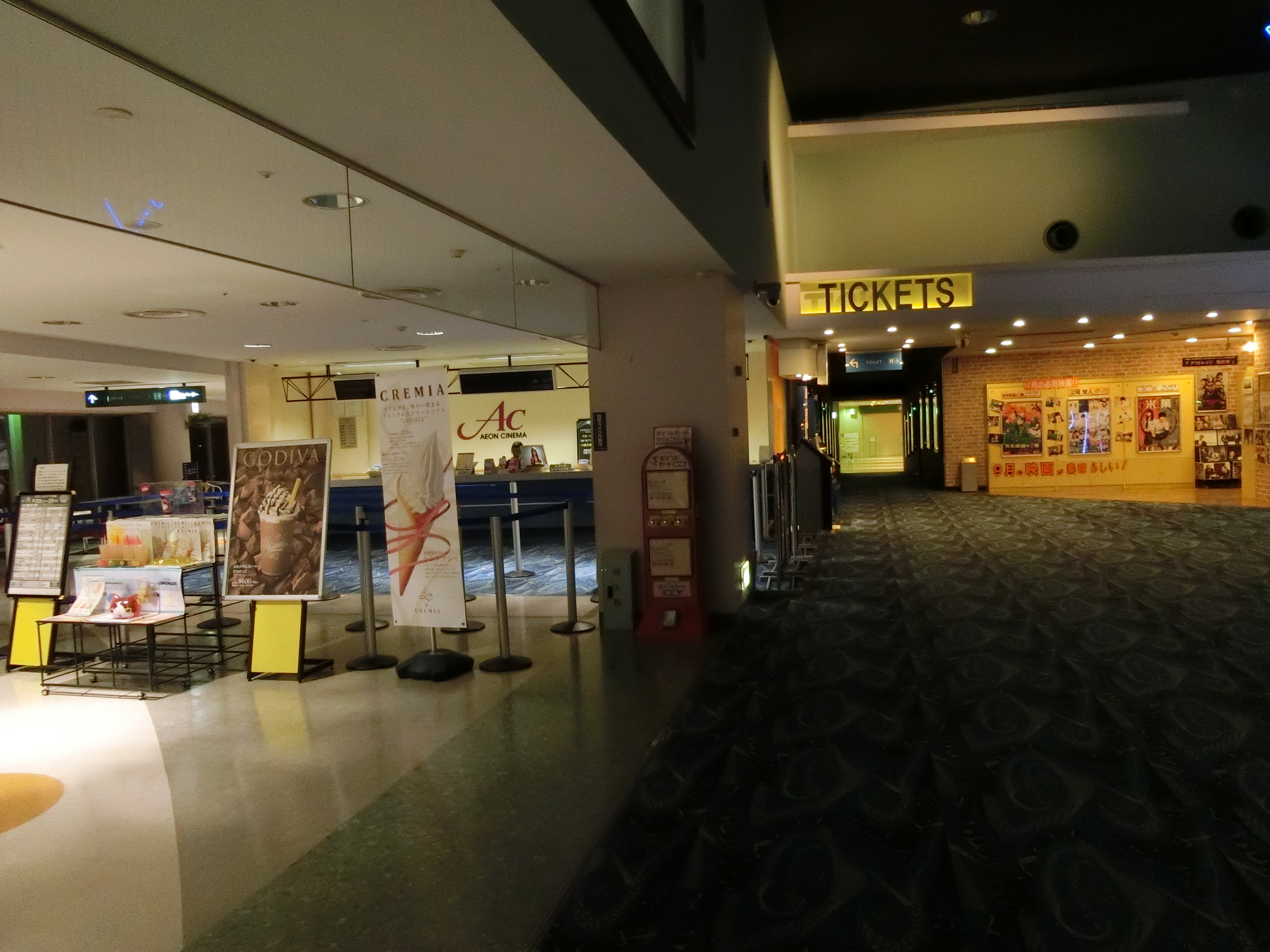
イオンシネマ小樽 （2017年9月）

## 千歳市
- 新千歳空港シアター

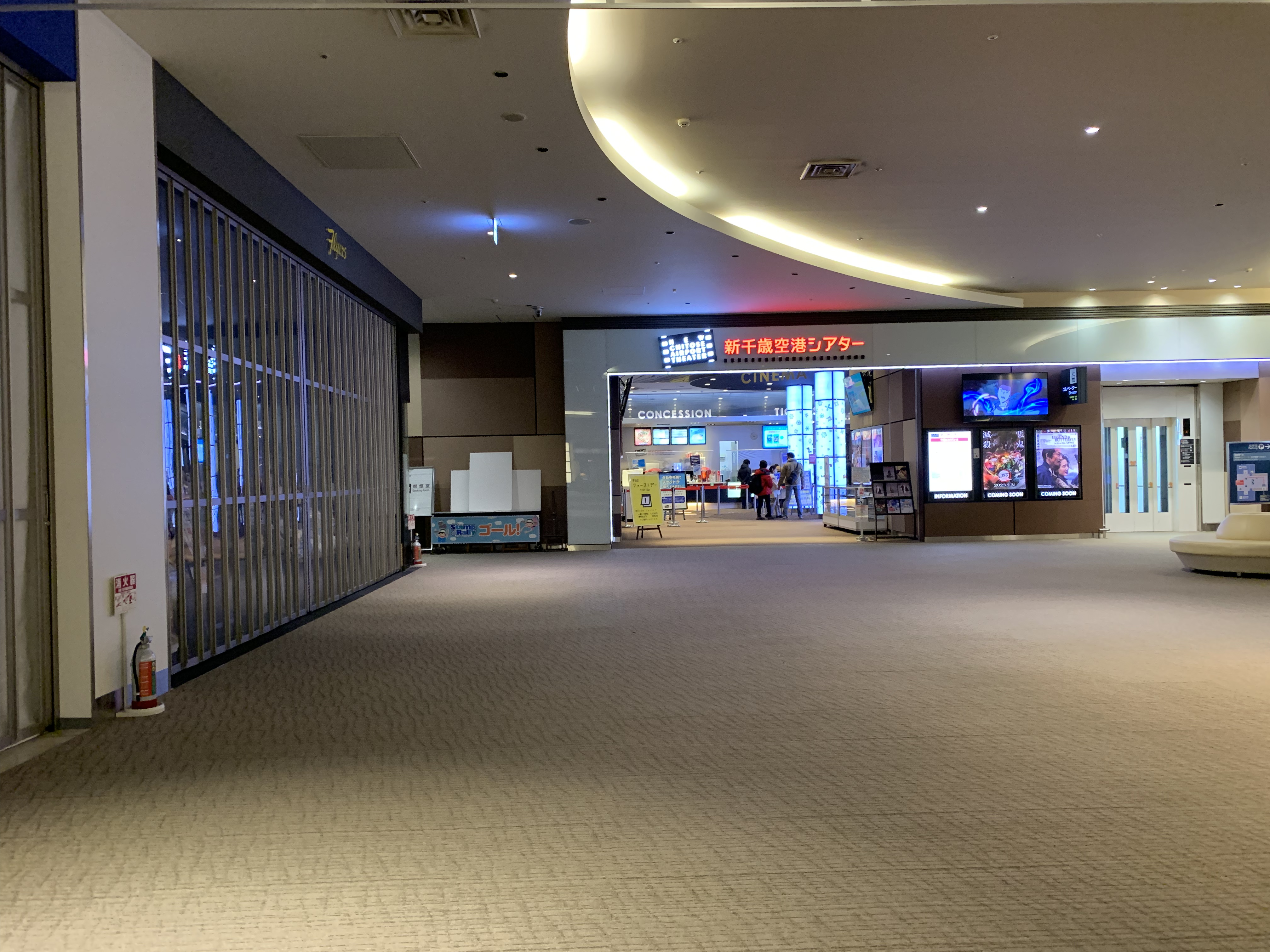
新千歳空港シアター （2023年1月）

## 稚内市
- T・ジョイ稚内

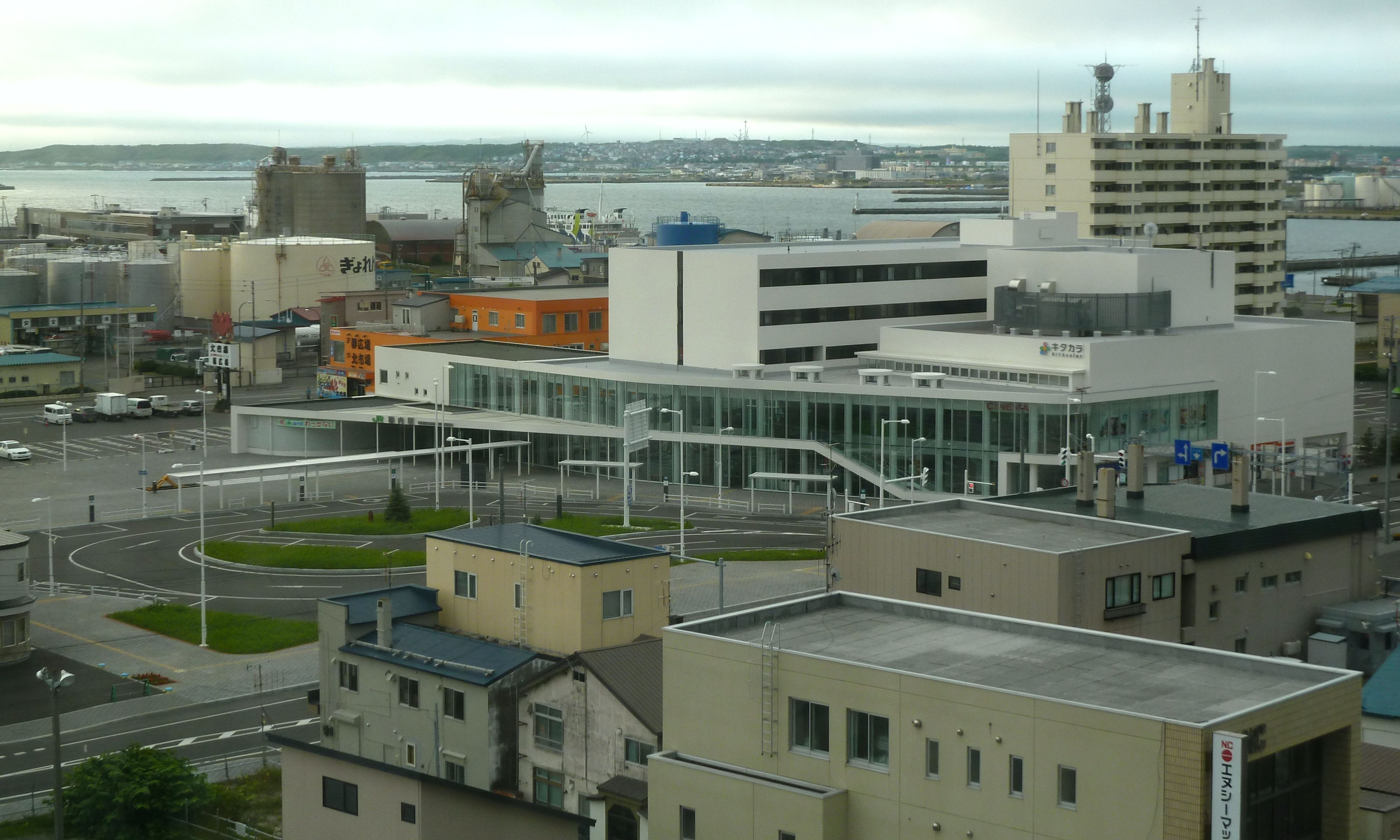
T・ジョイ稚内 （2012年7月）

## 浦河町

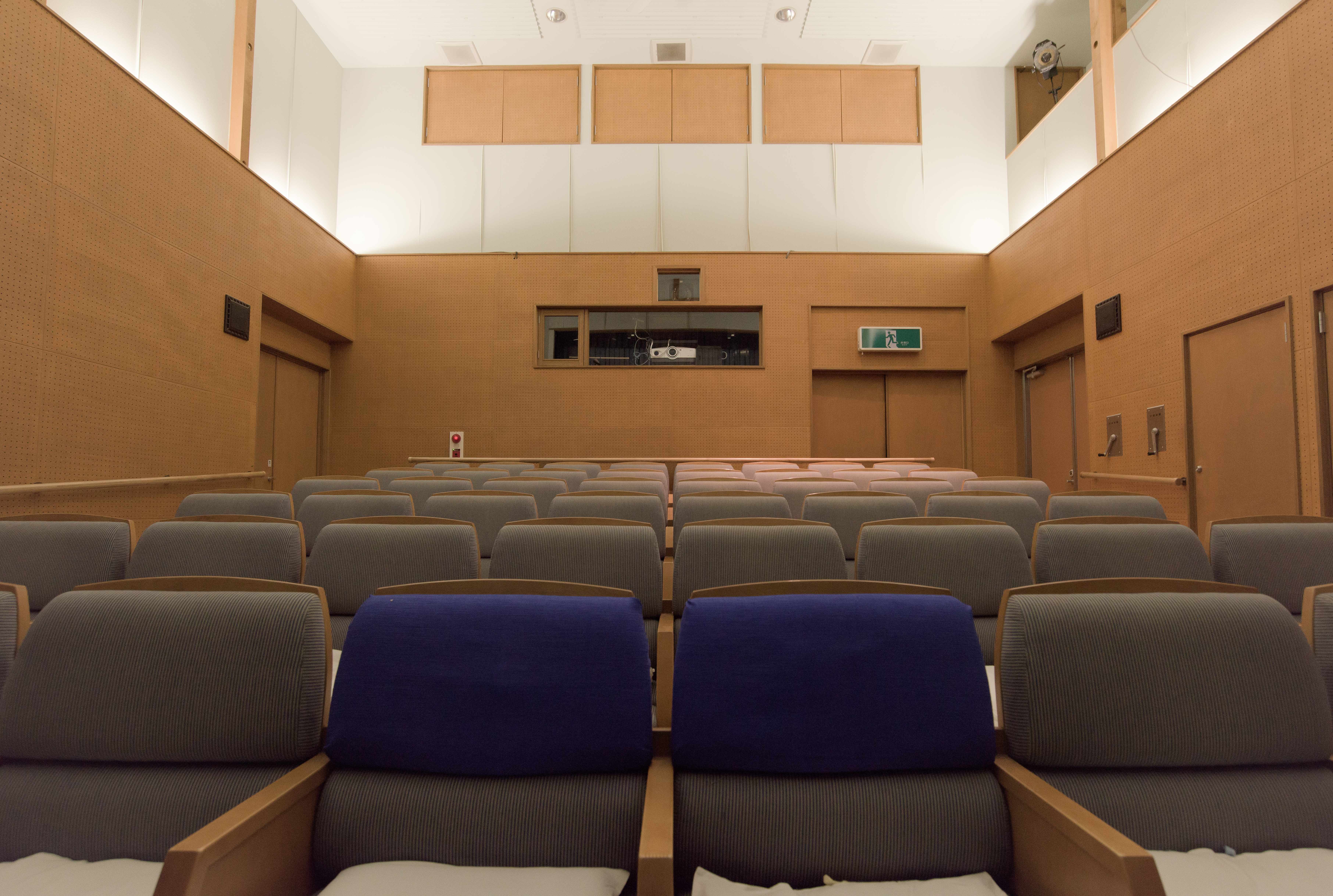
大黒座 （2015年6月）

- 大黒座 【ミ】

- 大黒座
（2015年6月）